# Floda-Kyrksjön
Floda-Kyrksjön este o arie protejată (arie specială de conservare — SAC, sit de importanță comunitară — SCI, arie de protecție specială avifaunistică — SPA) din Suedia întinsă pe o suprafață de 136,8 ha, integral pe uscat.

## Localizare
Centrul sitului Floda-Kyrksjön este situat la coordonatele 59°04′37″N 16°21′40″E / 59.0769°N 16.3612°E.

## Înființare
Situl Floda-Kyrksjön a fost declarat sit de importanță comunitară în iulie 2000 pentru a proteja 7 specii de animale. Alte tipuri de protecție:
- arie de protecție specială avifaunistică (în iulie 2000)[2]
- arie specială de conservare (în martie 2011)[1][3][4]

## Biodiversitate
Situată în ecoregiunea boreală, aria protejată conține 1 habitat natural: Lacuri eutrofice naturale cu vegetație de tip Magnopotamion sau Hydrocharition.
La baza desemnării sitului se află mai multe specii protejate de  păsări (7): buhai de baltă (Botaurus stellaris), erete de stuf (Circus aeruginosus), lebădă de iarnă (Cygnus cygnus), cocor (Grus grus), corcodel-urechiat (Podiceps auritus), cresteț pestriț (Porzana porzana), fluierar de mlaștină (Tringa glareola).